# Embu
Embu je grad u središnjoj Keniji, sjedište provincije Eastern i okruga Embu. Leži na obroncima planine Kenije, na oko 1350 metara nadmorske visine. Godine 1906. osnovali su ga britanski doseljenici. Glavni je trgovački centar ovog dijela države.
Godine 1999. Embu je imao 31.500 stanovnika.